# Pteromalus gallicolus
Pteromalus gallicolus är en stekelart som beskrevs av Miktat Doganlar 1980. Pteromalus gallicolus ingår i släktet Pteromalus och familjen puppglanssteklar. Inga underarter finns listade i Catalogue of Life.